# Dość całowania żab
Dość całowania żab (tytuł oryg. Cansada de besar sapos) – meksykańska komedia romantyczna z 2006 roku w reżyserii Jorge’a Colóna. Wyprodukowany przez Bazooka Films.

## Opis fabuły
27-letnia Martha (Ana Serradilla) przyłapuje swojego ukochanego na zdradzie. Za radą przyjaciółki Andi (Ana Layeveska) zapisuje się do internetowego serwisu randkowego i zaczyna umawiać się z kolejnymi mężczyznami. Każdy kolejny partner wydaje się jednak gorszy od poprzedniego...

## Obsada
- Ana Serradilla jako Martha
- Juan Manuel Bernal jako Roberto
- Carlos de la Mota jako Miguel „El Mammer”
- Itatí Cantoral jako Ceci
- Pedro Damián jako Polo
- Jose Antonio Gaona jako Tizoc
- Alberto Guerra jako Carlos
- Mónica Huarte jako Daniela
- Ana Layevska jako Andi
- Alicia Machado jako Cassandra
- Miguel Rodarte jako Joaquin
- José María de Tavira jako Xavier